# 关呈远
关呈远（1945年9月—），祖籍辽宁凤城，生于黑龙江伊春，满族，中华人民共和国政治人物、外交官。

## 生平
关呈远毕业于北京外国语学院。1972年，进入中华人民共和国外交部工作，外派法国艾克斯-马赛大学进修。1974年，毕业回国，先后在外交部翻译室、驻瑞士大使馆、外交部西欧司任职。1992年，任驻法国大使馆参赞。1996年，任外交部西欧司参赞，后升任副司长。1999年，任外交部西欧司司长。2001年11月，出任中华人民共和国驻比利时大使兼驻欧共体使团团长。2005年1月，关呈远卸任驻比利时大使之职，专任驻欧盟使团团长。2008年2月，卸任驻欧盟使团团长。
2008年，当选第十一届全国政协委员，代表对外友好界，分入第四十七组。并担任外事委员会专委。

## 家庭
妻子胡祖桢也是一名外交官，两人育有一女。